# Підбуцька Ніна Вікторівна
Підбуцька Ніна Вікторівна (нар. 9 серпня 1982) — українська науковиця, завідувачка кафедри педагогіки та психології управління соціальними системами імені акад. І.А. Зязюна НТУ «ХПІ». Кандидат педагогічних наук (2008), доктор психологічних наук (2017), професор (2019). Гарантка освітньо-наукової програми «Психологія» (Phd), експертка Національного Агентства із забезпечення якості вищої освіти, дійсна членкиня ГО «Національна психологічна асоціація». Стипендіатка імені В. Н. Каразіна для молодих науковців Харківської обласної державної адміністрації в галузі гуманітарних наук .
Сертифікований практик із сімейного консультування і психотерапії, арттерапії, пропедевтики психіатрії, психосоматики та ін.

## Життєпис
•09.08.1982 – народилася у Харкові
•фах та рід діяльності – психолог
•посада – професор
•освіта – вища, у 2004 році із відзнакою закінчила Національний університет внутрішніх справ, спеціальність «Психологія»
• наукові cтупені та звання:
2008 – кандидат педагогічних наук
2011 – доцент
2017 – доктор психологічних наук
2019 – професор

## Наукова діяльність
Основні напрями наукових досліджень: формування резильєнтності особистості, формування конфліктологічної культури особистості, психологічний супровід професійного розвитку майбутніх фахівців вищої школи, основи клінічної психології тощо.
Як голова групи забезпечення спеціальності 053 «Психологія» НТУ «ХПІ» відповідальна за розробку освітньо-професійної програми першого (бакалаврського) та другого (магістерського) рівня вищої освіти за спеціальністю 053 «Психологія», систематично бере участь в розробленні нових навчальних планів та робочих програм напряму спеціальності «Психологія».
Протягом 10 років за підсумками щорічного анонімного анкетування студентів спеціальності «Психологія» входить до числа найкращих викладачів, які користуються авторитетом та розвивають компетентності, що входять до матриці комптентностей, викладених у програмі Тюнінг, Темпус.
З 2004 року бере участь у наукових дослідженнях кафедри в сфері розробки психолого-педагогічних технологій формування професіоналізму здобувачів вищої освіти. Як виконавець проводила дослідження у 4 науково-дослідних роботах МОН України: «Розробка методології формування національної гуманітарно-технічної та управлінської еліти» (ДР № 0104И009019), «Розробка методології формування психологічної готовності майбутніх фахівців технічного університету до професійної діяльності» (ДР № 0107И000600), «Формування управлінської гуманітарно-технічної еліти у вищих технічних навчальних закладах з використанням інноваційних педагогічних технологій» (ДР № 0110U001253), та госпдоговірної роботи «Розробка концепції оцінки ефективності діяльності підрозділів виконкому Харківської міської ради» (договір № 58–1 із Виконкомом Харківської міської ради).
У співавторстві із фахівцями кафедри педагогіки та психології управління соціальними системами імені акад. І.А. Зязюна опублікувала навчально-методичний посібник: «Конфліктне спілкування: особливості, причини та методи управління». Починаючи з 2003 року, щорічно розробляє методичні вказівки до дисциплін, що викладає, з урахуванням появи нових знань і нормативно-методичних документів національного і міжнародного рівнів в психології, а також впровадження інноваційних методів навчання. Після захисту докторської дисертації опублікувала три методичні вказівки: до виконання дипломних робіт для студентів освітньо-професійної програми спеціальності 053 «Психологія»), Методичні вказівки та контрольні завдання з дисципліни «Проективні методи в психології», Методичні вказівки до виконання дипломних робіт для студентів освітньо-професійної програми спеціальності 053 «Психологія»).
Має успішний досвід у підготовці акредитаційних справ. У 2018 та 2019 р. як голова групи забезпечення спеціальності 053 «Психологія» відповідала за підготовку акредитаційної справи для другого (магістерського) рівня вищої освіти та напряму підготовки 6.030102 Психологія за освітньо-кваліфікаційним рівнем бакалавр. Акредитація пройдена успішно.
Готує студентів для участі у предметних олімпіадах та конкурсах наукових робіт. Залучає студентів до науково-дослідної роботи та здійснює редагування тез доповідей та наукових статей студентів. Підготувала більше десяти переможців у Всеукраїнському конкурсі студентських наукових робіт у галузі «Вікова та педагогічна психологія» (2012-2017 рр.) та Регіональному конкурсі студентських наукових робіт у галузі «Гуманітарні науки» (2011-2012 рр., 2012-2013 рр., 2014-2015 рр., 2015-2016 рр., 2018-2019 рр.), а також призера Олімпіади з психології (2015 р.).
Є учасником реалізації проекту «Реформування системи підготовки молодих викладачів університету» в рамках Міжнародного проекту Британської ради та інституту Вищої освіти НАПН України«Розвиток лідерського потенціалу університетів України» (2018-2019 рр.). Забезпечувала психолого-педагогічну оцінку розвитку професійних компетенцій молодих викладачів, визначення їх пріоритетних потреб професійного та особистісного розвитку, відповідала за розробку деяких аспектів положення про підвищення професійного рівня молодих викладачів, проводила семінари, тренінги, майстер-класи та практичних занять для молодих викладачів з розвитку лідерського потенціалу, а саме: комунікативних навичок, конструктивної конфліктної взаємодії.
Брала участь у науковому стажуванні під егідою Institute of International Academic and Scientific Cooperation м. Жешув, Польща (березень 2018 р., 108 годин). Відповідно до програми стажування отримала знання про особливості підготовки фахівців, організацію навчання та систему якості освіти у Жешувській Політехніці імені І. Лукашевіча та компетентності з особливостей подання заявок для участі у європейських грантах.
Є керівником Соціально-психологічної служби НТУ «ХПІ» з 2019 р.
Пройшла у 2022 р. навчання за програмою Всеукраїнського науково-педагогічного підвищення кваліфікації «Третій рівень освіти в Україні: особливості підготовки наукових та науково-педагогічних кадрів у сучасних умовах війни».
Зараховано у 2023 р. як підвищення кваліфікації навчання за курсами «Основи клінічної психології та психосоматики» (2,1 кредити ECTS), «Медіативні практики вирішення конфліктів» (0.6 кредити ECTS), «Практикум з дитячо-батьківських відносин» (0.3 кредити ECTS), «Візуальна психодіагностика» та «Проєктивна психодіагностика та основи арт-терапії» (0.4 кредити ECTS).
У 2023 р. являється організатором «Психологічного кіноклубу». «Усім не вистачало живого спілкування, і цей кіноклуб надав можливість об’єднати людей зі схожими інтересами та бажаннями. Кожен із учасників розуміє, наскільки цей захід впливає на них як на особистостей, на сприйняття життя загалом та інших людей. Вони починають сприймати навколишній світ, і бачать його багатогранність з точки зору психології» - розповіла  професорка ХПІ Ніна Підбуцька .

## Нагороди та відзнаки
Ніна Вікторівна отримала Диплом за кращу роботу у номінації «Наукові й науково-методичні продукти у сфері державного управління» (2017 р.) на щорічній науково-освітній виставці «Публічне управління ХХІ століття» (м. Харків) за одноосібну монографію «Психологічні основи професіоналізму майбутнього інженера: структура, динаміка та закономірності розвитку».
Переможець конкурсу «Кращий молодий науковець НТУ «ХПІ» (2016 р., 2018 р.).
Отримала у 2017 р. Свідоцтво Харківського національного університету  імені  В.Н. Каразіна, кафедра прикладної психології. Тема: «Підвищення рівня фахової компетенції у галузі викладання психологічних дисциплін у вищих навчальних закладах».
У 2020 р. на честь 135-річчя НТУ «ХПІ» Ніну Вікторівну Підбуцьку було нагороджено Почесною грамотою НАПН України .
У 2021 р. у номінації «Гуманітарні науки» стипендія імені В.Н. Каразіна (категорія «обдаровані молоді вчені») присуджена доктору психологічних наук, професору кафедри педагогіки і психології управління соціальними системами імені академіка І.А. Зязюна НТУ «ХПІ» Ніні Підбуцькій .